# Enfonsament de l'MV Sewol
L'enfonsament de l'MV Sewol va ser una tragèdia que va tenir lloc el 16 al 18 d'abril de 2014, quan va naufragar un transbordador sud-coreà amb 476 persones a bord, la majoria d'elles estudiants de secundària. L'accident va deixar un total de 304 morts i 172 supervivents.
El MV Sewol, que anava des de l'illa de Jeju cap a la península de Corea, es va enfonsar en aigües profundes al sud-oest de l'illa de Jindo, al sud-oest de Corea del Sud. La majoria de les víctimes eren estudiants de l'escola Danwon, que feien un viatge de classe a l'illa de Jeju. L'accident va ser una de les pitjors tragèdies marítimes en la història de Corea del Sud i va causar un gran dolor i tristesa a tot el país.
Les investigacions posteriors van revelar que hi havia hagut una sèrie de errors de gestió i negligències per part de l'equip de la nau, que van contribuir a la tragèdia. També es va descobrir que el transbordador estava massa carregat i que no complia amb les normatives de seguretat adequades. Com a resultat, diverses persones van ser jutjades i sentenciades pel seu paper en l'accident.
L'enfonsament de l'MV Sewol va ser un recordatori trist i dolorós de la importància de la seguretat en els transports marítims i de la necessitat de seguir les normatives adequades per evitar tragedies similars en el futur.